# Antoine-Patrice Guyot
Pour les articles homonymes, voir Guyot.
Antoine-Patrice Guyot, né à Paris le 4 avril 1777 et mort le 27 mai 1845 dans la même ville, est un peintre paysagiste et professeur d'art plastique.

## Biographie

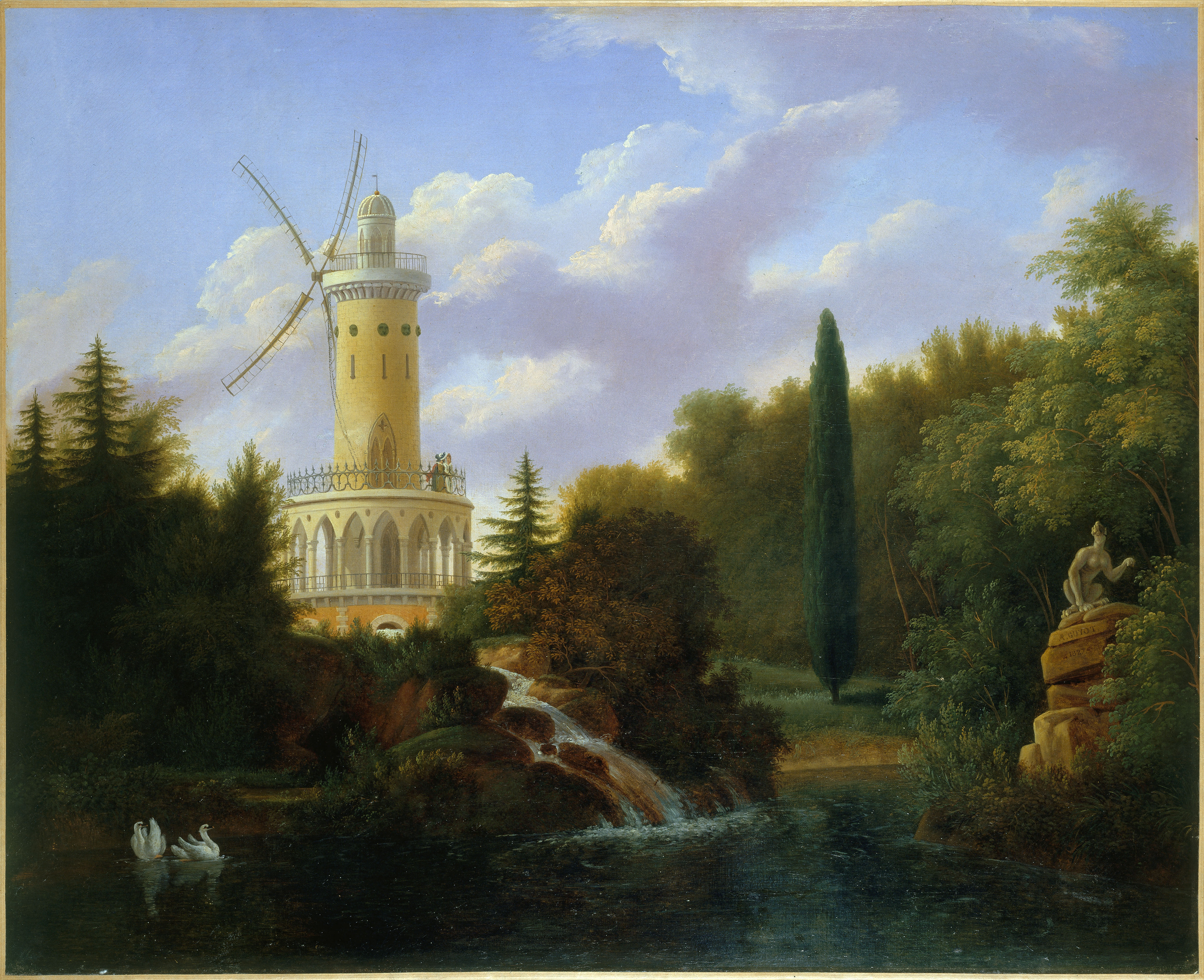
Le moulin de la folie Beaujon en 1827 - Antoine-Patrice Guyot (musée Carnavalet).

Antoine-Patrice Guyot fut un peintre de paysage qui utilisa soit le pinceau et la palette de couleurs, soit le crayon ou la plume et l'utilisation de l'encre noir pour réaliser ses œuvres.
Il fut également professeur d'art à l'École d'application du Corps royal d'état-major et enseigna l'art aux officiers travaillant aux états-majors de l'armée française.
Sa toile la plus célèbre et celle dite du Moulin-Joli de la Folie Beaujon, qu'il réalisa en 1827. Cette toile est conservée au musée Carnavalet.
Antoine-Patrice Guyot se maria avec Marie Galle née à Sainte-Foy-Lès-Lyon le 15 mai 1789 et morte le 7 août 1872 à  Paris. 
Ils sont enterrés au cimetière du Montparnasse (6edivision).

## Quelques œuvres

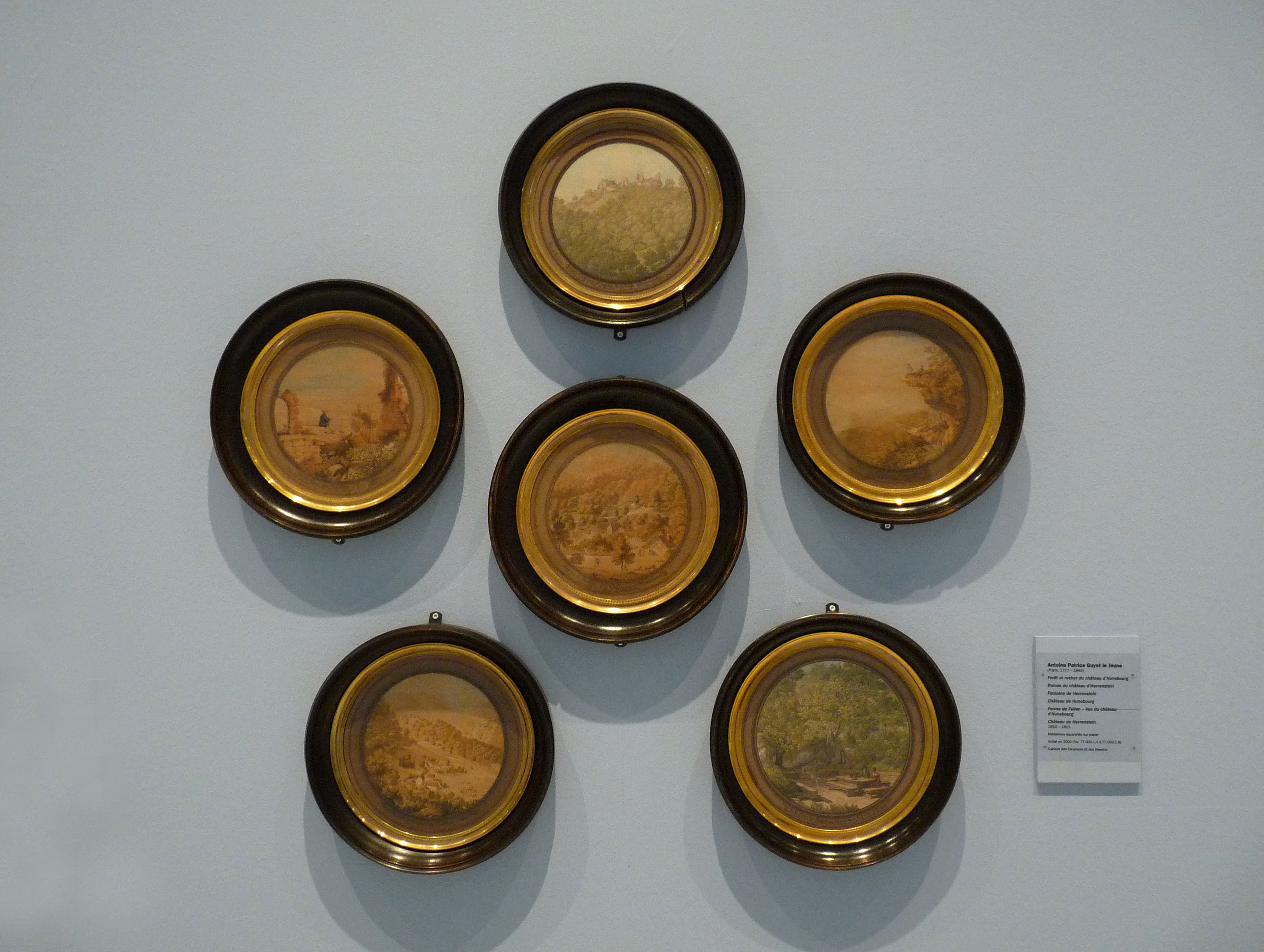
Six médaillons (1810-1811)
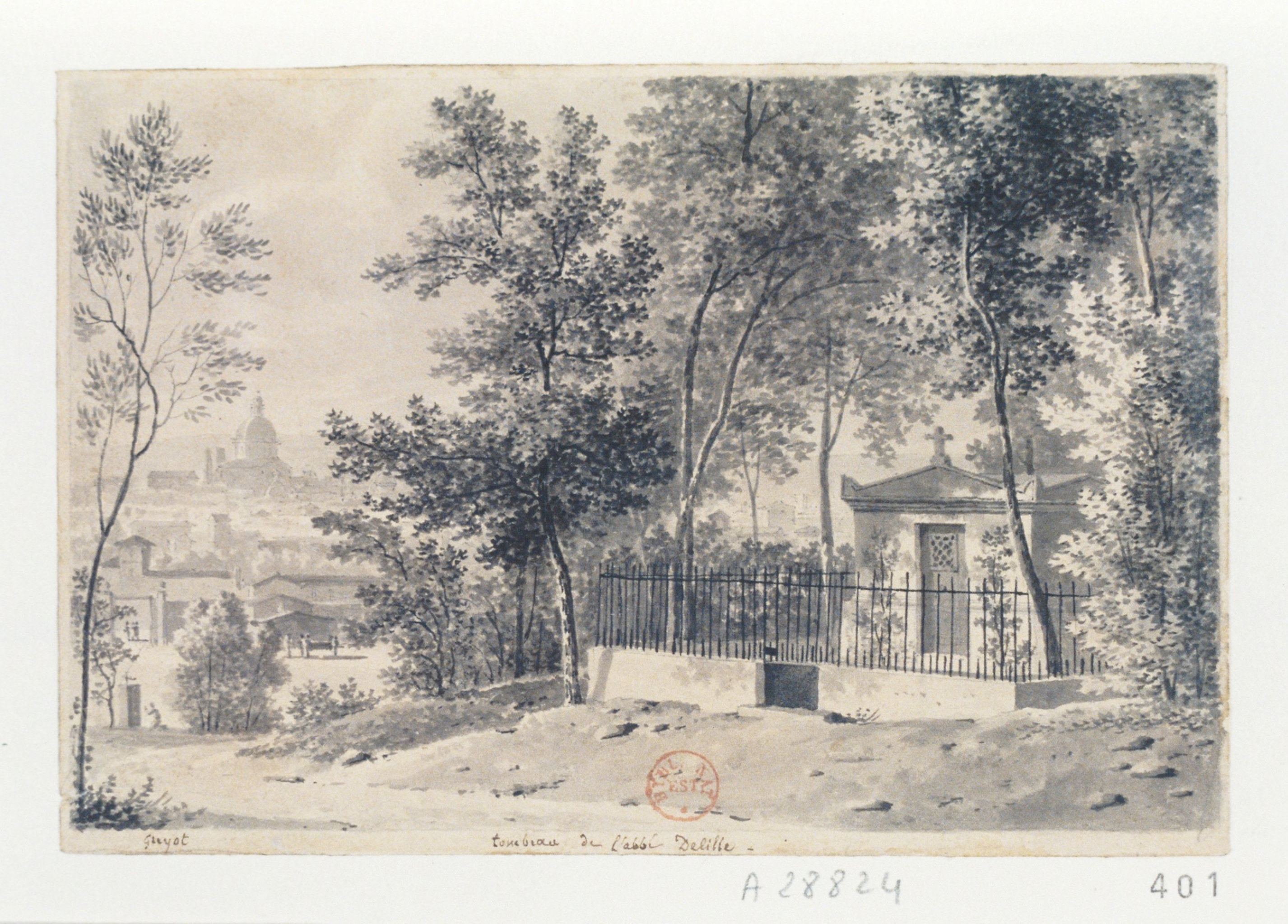
Tombe de Jacques Delille au cimetière du Père-Lachaise.